# Adolphe Billault
Adolphe Billault [ejtsd: bijo] (Vannes, 1805. november 12. – 1863. október 13.) francia államférfi.

## Élete
Egy ideig Nantes-ban ügyvéd volt. 1834-ben a Loire Inferieur departement-ban képviselőnek választották. Később Aumale herceg ügynöke, 1840-ben pedig alállamtitkár lett a kereskedelem- és földművelésügyi minisztériumban. A Thiers-kormány bukása után ügyvéd lett Párizsban és ismét az ellenzékkel tartott. Az 1846-47-es mozgalmakban tevékeny részt vett és tengerészeti miniszternek lett kiszemelve. 1848 márciusában a nemzetgyűlésbe választották, kezdetben a balpárthoz csatlakozott és az Orléans-család száműzetését sürgette. 1850-ben azonban átpártolt a bonapartistákhoz. 1851. december 2-a után III. Napóleon környezetéhez tartozott és mint a törvényhozó testület tagja élénk részt vett a császárság megszilárdításában. 1853. január 25-én a törvényhozó testület elnökévé, 1854. június 23-án belügyminiszterré és ugyanezen év december 5-én szenátorrá nevezték ki. 1858 februárjában a császár elleni merénylet után visszalépett ugyan, 1859 végén azonban megint átvette a belügyi tárcát. 1860-ban tárca nélküli miniszter lett, mely minőségben azzal a kényes feladattal volt megbízva, hogy a császár politikáját a törvényhozó bizottságban védelmezze. 1867 szeptemberében Nantes-ban szobrot emeltek emlékének. Irodalmi hagyatékát életrajzával együtt A. Huet  adta ki (Párizs, 1864, 2 kötet).